# Volksentscheid

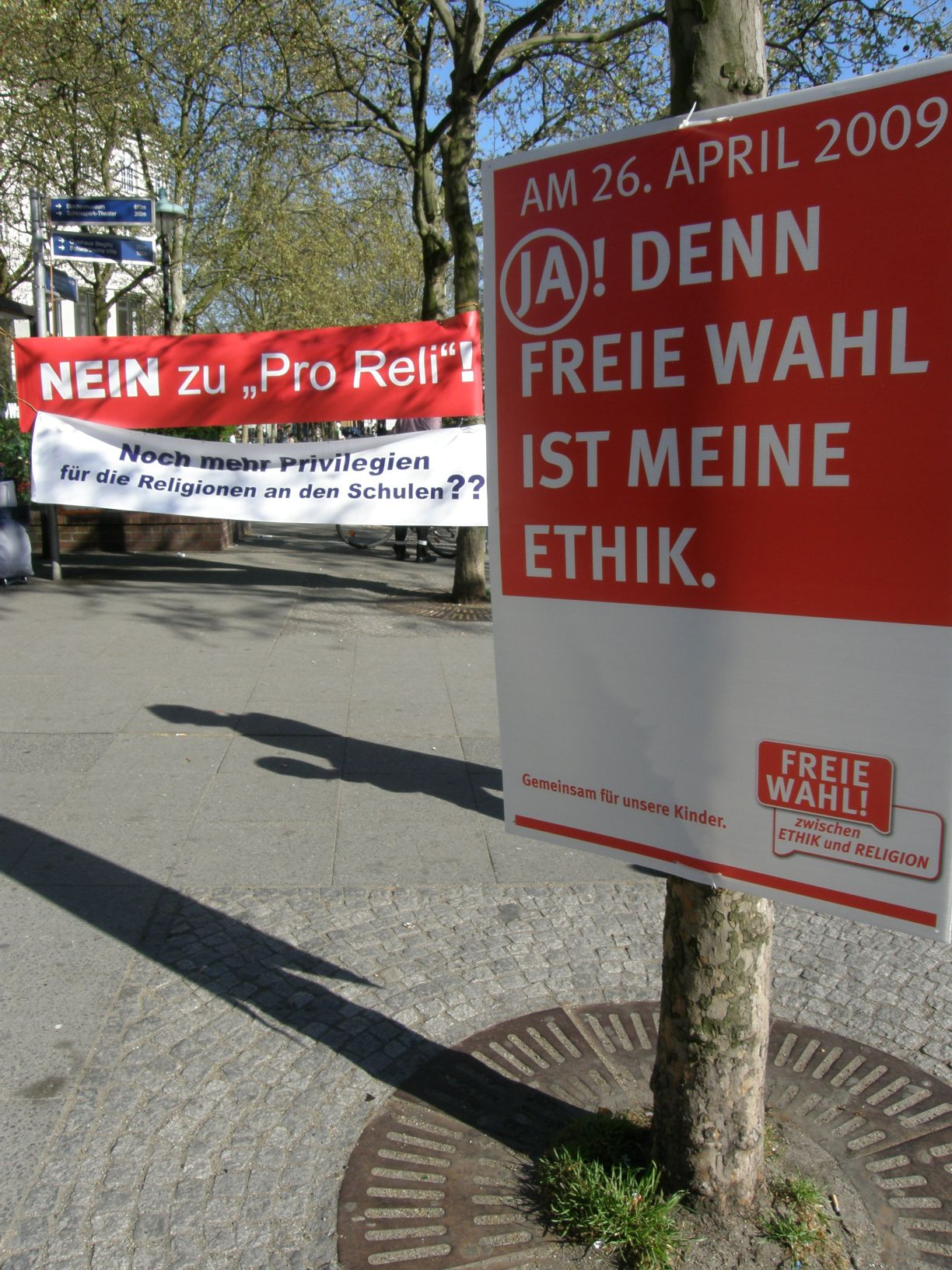
Befürworter und Gegner im Abstimmungskampf zu einem Volksentscheid in Berlin (2009)

Ein Volksentscheid (nur in Baden-Württemberg: Volksabstimmung) ist ein Instrument der direkten Demokratie in Deutschland. Er ist in Deutschland eine üblicherweise verbindliche, direktdemokratische Sachabstimmung des Wahlvolkes über eine politische Angelegenheit. Bei einem Volksentscheid entscheiden die stimmberechtigten Bürger unmittelbar über die Annahme oder Ablehnung einer Vorlage (zum Beispiel eines Gesetzes). Volksentscheide gibt es in Deutschland in allen gesetzgebenden Gebietskörperschaften (also Bund und Länder), allerdings in unterschiedlicher Ausgestaltung. In aller Regel sind Volksentscheide in Deutschland verbindlich, es gibt jedoch einige wenige Ausnahmefälle hierzu. Laut Grundgesetz Artikel 20 äußert sich der Souverän in „Wahlen und Abstimmungen“, Volksentscheide sind damit eine der wesentlichen Säulen der politischen Willensbildung.
Der Ausdruck Volksentscheid wird in Deutschland häufig fälschlich synonym für Referendum und Volksabstimmung verwendet. Direktdemokratische Abstimmungen in Gebietskörperschaften ohne Gesetzgebungskompetenz (Kommunen und Landkreise) werden üblicherweise als Bürgerentscheid bezeichnet.

## Begrifflichkeit und Abgrenzung
In Deutschland werden die Ausdrücke Volksentscheid, Volksabstimmung und Referendum im Alltagsgebrauch häufig unterschiedslos benutzt. Seltener trifft dies auch auf die Begriffe Plebiszit und Volksbefragung zu. Während in der Politikwissenschaft und für Deutschland alle diese Begriffe mehr oder minder klar voneinander abgegrenzt sind, überwiegt in der medialen Berichterstattung und im alltäglichen Gebrauch eine fälschlich synonyme Verwendung.

### Volksentscheid oder Volksabstimmung?

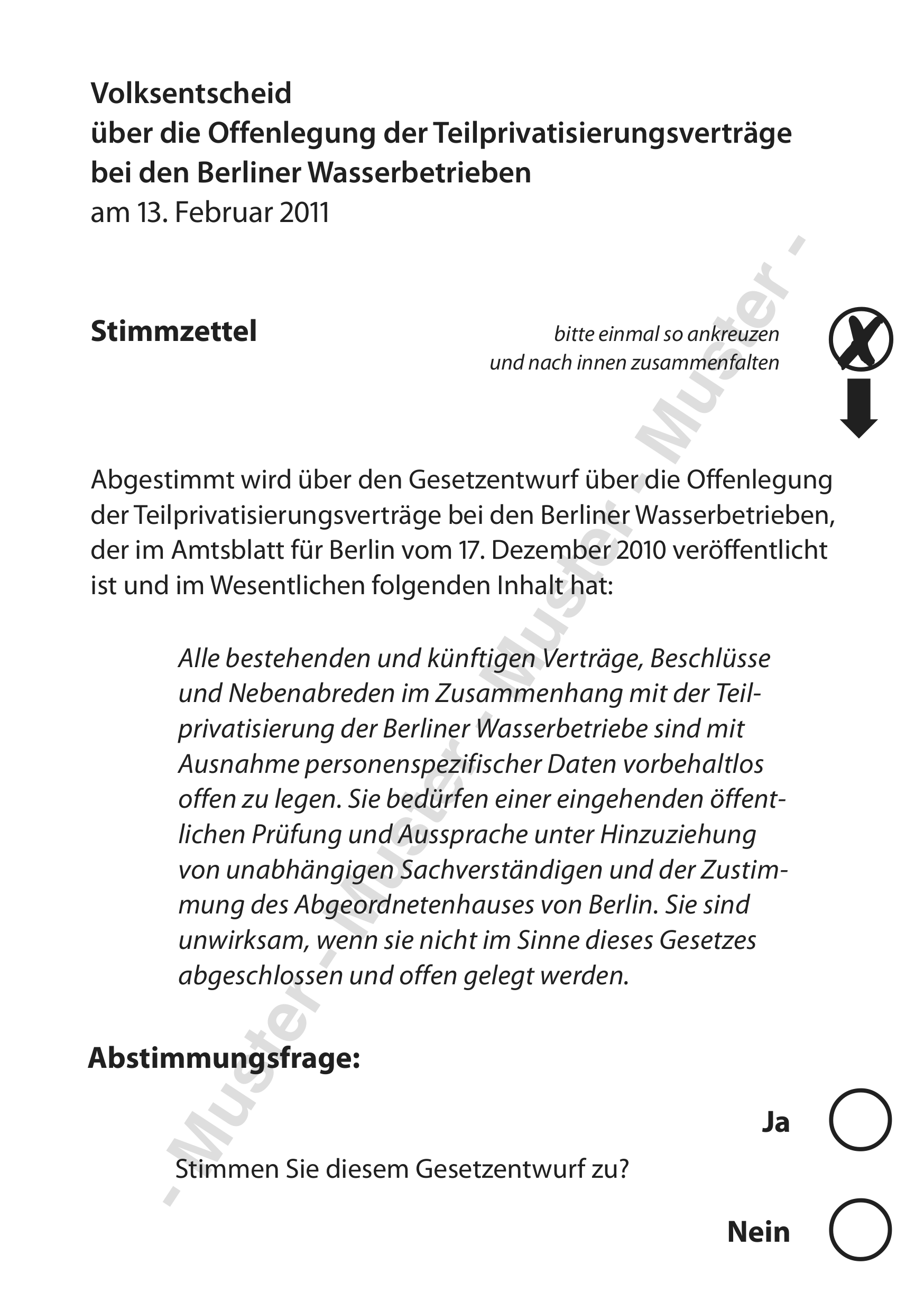
Stimmzettel für einen Volksentscheid in Berlin (2011)

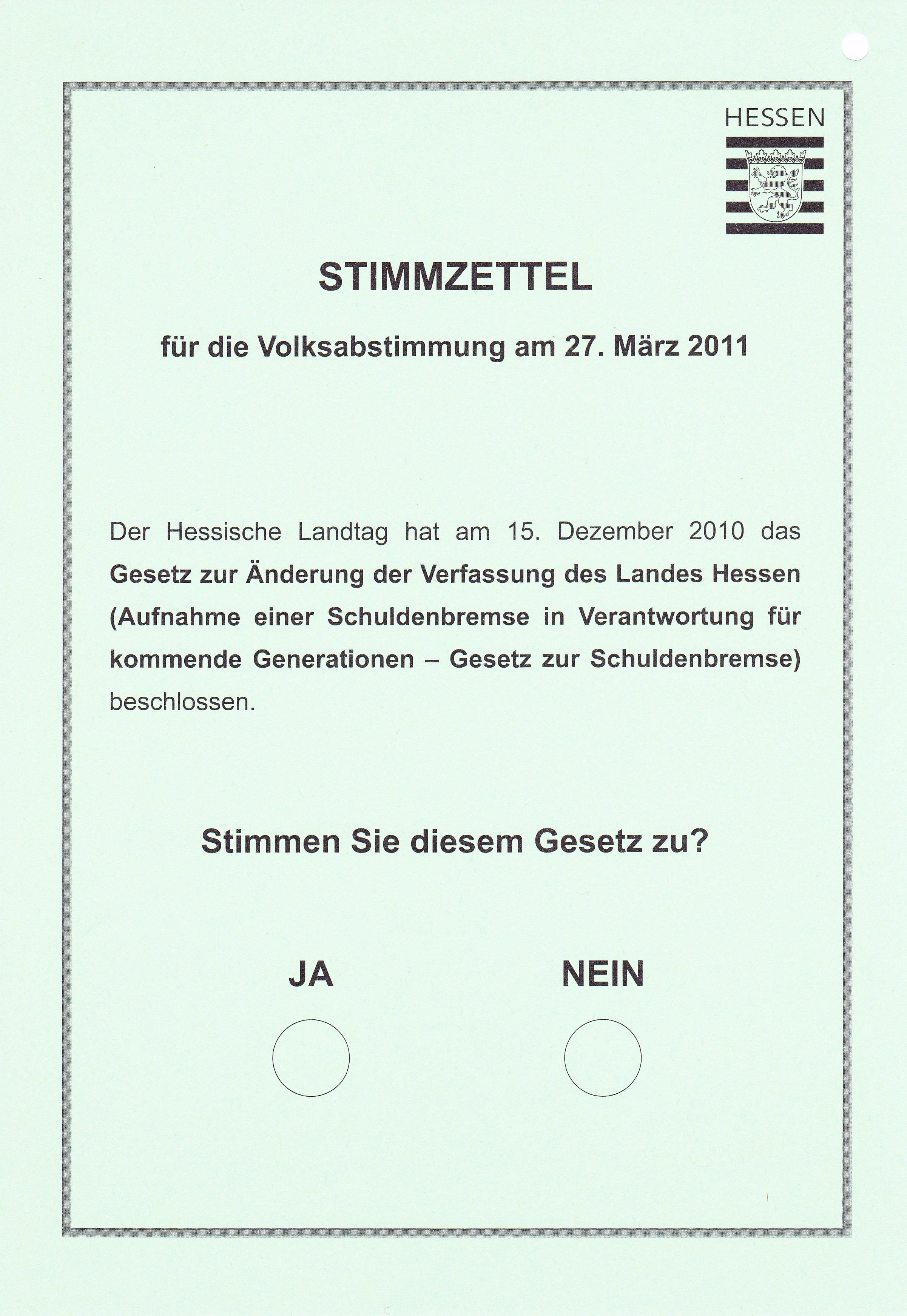
Stimmzettel für eine Volksabstimmung in Hessen (2011)

In Presseveröffentlichungen und im Alltagsgebrauch werden die Bezeichnungen Volksentscheid und Volksabstimmung sehr oft synonym gebraucht. Eine klare Abgrenzung ist tatsächlich schwierig, da beide Begriffe je nach Kontext und Region unterschiedlich verwendet werden.
So gibt es im alltäglichen Sprachgebrauch eine geographisch unterschiedliche Verwendung. Im südlichen deutschsprachigen Raum (Schweiz, Baden-Württemberg, Liechtenstein und Österreich) wird zumeist von Volksabstimmung gesprochen, im restlichen deutschsprachigen Raum hingegen ganz überwiegend von Volksentscheid. Beide Ausdrücke meinen in dieser Verwendung aber das gleiche, nämlich den förmlichen Akt einer direktdemokratischen Abstimmung.
Vor allem im politikwissenschaftlichen Kontext, aber auch stark ausgeprägt bei den Anhängern des Konzepts der Sozialen Plastik von Joseph Beuys, bezeichnen die Ausdrücke hingegen zwei verschiedene Gegenstände. Volksentscheid bedeutet hier ausschließlich der förmliche Akt der eigentlichen Abstimmung, während Volksabstimmung die Gesamtheit der dreistufigen Volksgesetzgebung bezeichnet, also Volksinitiative, Volksbegehren und Volksentscheid zusammen umfasst.
Diese Uneinheitlichkeit in der Begriffsverwendung spiegelt sich auch in den deutschen Gesetzen und Verfassungen wider. So sprach die Weimarer Reichsverfassung im Artikel 43 (Absetzung des Reichspräsidenten) von Volksabstimmung, nutzt aber hingegen in den Artikeln 73 bis 76 (Volksgesetzgebung) den Ausdruck Volksentscheid. In der Zeit des Nationalsozialismus wurden alle drei durchgeführten Referenden als Volksabstimmungen bezeichnet. Das Grundgesetz und die Landesverfassungen fast aller Bundesländer sprechen von Volksentscheiden, lediglich in Baden-Württemberg wird der Begriff Volksabstimmung verwendet. In Hessen und Berlin werden beide Begriffe verwendet: So heißen aufgrund von Volksbegehren zustande gekommene Abstimmungen Volksentscheid, während obligatorische Referenden über die Änderung der Landesverfassung als Volksabstimmung bezeichnet werden (siehe Bild). Daneben wird der Ausdruck Volksabstimmung in den Gesetzen einiger Länder (beispielsweise Hamburg und Niedersachsen) im politikwissenschaftlichen Sinne zur Bezeichnung der Gesamtheit der dreistufigen Volksgesetzgebung genutzt.
Zusammenfassend kann festgehalten werden, dass auf Deutschland bezogen, die Begriffe Volksentscheid und Volksabstimmung mit wenigen rechtlichen Ausnahmen (beispielsweise im Land Hessen) synonym verwendet werden.

### Abgrenzung Volksentscheid und Referendum
In der Politikwissenschaft wird der Begriff Volksentscheid stets verwendet, um die Abstimmung über eine vom Volk vorgebrachte Vorlage zu einem politischen Gegenstand (ein sogenanntes Initiativverfahren) zu bezeichnen. Ein Referendum bezeichnet im Gegensatz dazu stets eine Abstimmung über eine von der gewählten Vertretung (Parlament) oder der Regierung erarbeitete Vorlage. Diese deutliche sprachliche Unterscheidung ist insofern von Bedeutung, als sie eine bessere analytische Abgrenzung von Demokratien mit direktdemokratischen Elementen einerseits, und Diktaturen mit scheindemokratischen Referenden andererseits (vergleiche Bonapartismus), ermöglicht. So kennen viele Demokratien neben Initiativverfahren aus dem Volk auch Referenden, während autoritäre Regime die direkte Demokratie üblicherweise auf Referenden verkürzen.
Diese eindeutige begriffliche Unterscheidung in der Wissenschaft spiegelt sich allerdings nicht in den deutschen Verfassungen und Gesetzen. So spricht beispielsweise das Grundgesetz stets von Volksentscheiden, auch wenn es um nicht aus der Bevölkerung stammende Vorlagen geht. Beispielsweise unterscheiden auch die Verfassungen der Länder Baden-Württemberg und Nordrhein-Westfalen sprachlich nicht, ob bei einer direktdemokratischen Abstimmung über eine Vorlage aus der Bevölkerung oder von Parlament beziehungsweise Regierung abgestimmt wird.
Die fälschlich synonyme Verwendung der Begriffe Volksentscheid und Referendum in Deutschland wird noch dadurch begünstigt, dass viele andere Sprachen diese Unterscheidung tatsächlich gar nicht vornehmen, was häufig zu Übersetzungsfehlern ins Deutsche führt. So wird sowohl im Englischen, Französischen und Spanischen einheitlich von Referendum (referendum, référendum, referéndum) gesprochen.
In der Schweiz wiederum, die über eine wesentlich ausgeprägtere Tradition und Praxis der direkten Demokratie verfügt, wird der Begriff Referendum auch in der Alltagssprache – und zwar in allen vier Landessprachen (Deutsch, Französisch (référendum facultatif), Italienisch (referendum facoltativo) und Rätoromanisch (referendum facultativ)) – deutlich häufiger verwendet. So ist das „Ergreifen des Referendums“ in Abgrenzung von der Volksinitiative eine feststehende Wendung. Die Bezeichnung Volksentscheid ist in der Schweiz völlig unüblich.

### Abgrenzung Volksentscheid und Volksbefragung
In der Politikwissenschaft bezeichnet ein Volksentscheid üblicherweise eine einer Parlamentsentscheidung gleichgestellte Abstimmung. In den Fragen, in denen das Parlament einen verbindlichen Beschluss fassen kann, ist auch ein Volksentscheid verbindlich. In manchen Bundesländern (beispielsweise Berlin) kann im Volksentscheid auch über Angelegenheiten abgestimmt werden, in denen das Parlament lediglich einen unverbindlichen Entschluss fassen kann (sozusagen ein Empfehlung an die Regierung). Entscheidend für die Verwendung des Begriffs Volksentscheid ist die Orientierung an der Gleichstellung zum Parlament. In aller Regel sind einige wenige Angelegenheiten, zu denen ein Parlament verbindlich beschließen kann, für die Abstimmung durch Volksentscheid grundsätzlich ausgeschlossen (beispielsweise der Haushalt als Ganzes, teils auch Abgaben und Personalangelegenheiten), was dem Grundprinzip der Geltungsgleichsetzung jedoch nicht widerspricht.
Die Volksbefragung wiederum hat nur beratenden Charakter, entsprechend unterliegt sie keinerlei Themenausschlüssen. Das Votum der Abstimmenden ist für das Parlament oder die Regierung nicht verbindlich, es ist kein Be- oder Entschluss im eigentlichen Sinne. Diese thematische Beliebigkeit und die fehlende Prozessverlässlichkeit machen Volksbefragungen in ganz besonderem Maße für autoritären Missbrauch anfällig, wodurch wiederum der klaren Abgrenzung von Volksentscheid und Volksbefragung eine hohe Bedeutung zukommt.
Der Ausdruck Volksbefragung wird ausschließlich im Grundgesetz verwendet (Artikel 29) und findet sich in keiner Landesverfassung. Eine fälschlich synonyme Verwendung ist vor allem in der Presseberichterstattung zu beobachten.
Eine weltweit bekannte Volksbefragung war das „Brexit-Referendum“ im Vereinigten Königreich im Juni 2016 über die Frage der Mitgliedschaft des Landes in der Europäischen Union.

### Abgrenzung Volksentscheid und Plebiszit
In der Politikwissenschaft wird der Ausdruck Plebiszit überwiegend als neutraler Oberbegriff verwendet, mit dem jede Form von direktdemokratischer Abstimmung bezeichnet wird, völlig unabhängig von den sonstigen Rahmenbedingungen. Ein Volksentscheid ist somit genauso ein Plebiszit, wie es auch ein Referendum oder eine Volksbefragung ist.
Neben der strikt wissenschaftlichen Verwendung wird dem Ausdruck Plebiszit bisweilen aber eine negative Konnotation zugeschrieben. Das lateinische Wort plebs bezeichnete ursprünglich das einfache, nicht dem Adel zugerechnete Volk Roms. Im heutigen Deutsch haftet dem Ausdruck Plebs (oder Plebejer) häufig eine gewisse Geringschätzung für die vermeintlich politisch ungebildete Bevölkerungsmehrheit an. Im politischen Diskurs zur direkten Demokratie wird der Ausdruck Plebiszit oder plebiszitäre Elemente daher tendenziell häufiger von Personen verwendet, die der Ausweitung politischer Teilhaberechte eher ablehnend gegenüberstehen. Befürworter eines Ausbaus der direkten Demokratie durch Initiativverfahren, vermeiden den Ausdruck Plebiszit eher, zumal hiermit auch Verfahren (Referenden, Volksbefragungen) bezeichnet werden, denen sie teils ablehnend gegenüberstehen.

## Volksentscheide in Deutschland
Der sprachlichen Uneindeutigkeit des deutschen Grundgesetzes sowie der Landesverfassungen folgend, gibt es in Deutschland Volksentscheide in zwei unterschiedlichen Ausprägungen:
- Zum einen ausgelöst durch Initiativverfahren als Teil einer dreistufigen Volksgesetzgebung,
- zum anderen ausgelöst durch eine Beschlussfassung von Parlament oder Regierung als Referendum.

Die Regelungen für Volksentscheide nach Initiativverfahren aus dem Volk weisen zumindest im Grundsatz in allen Gebietskörperschaften gewisse Gemeinsamkeiten auf. So bilden aus dem Volk initiierte Volksentscheide (nur in Baden-Württemberg unter der Bezeichnung Volksabstimmung) stets den letzten Schritt einer dreistufigen Volksgesetzgebung. Diese unterliegt im Grundsatz immer gewissen Themenausschlüssen (wobei nicht immer die gleichen Themen ausgeschlossen sind), so dass Volksentscheide zu bestimmten Fragen unzulässig sein können. Volksentscheide sind in allen Gebietskörperschaften verbindlich, auch wenn es teils eng begrenzte Ausnahmen hiervon gibt. Volksentscheide aufgrund eines Initiativverfahrens sind seit 1996 in allen Gebietskörperschaften in Deutschland vorgesehen, insbesondere durch verschiedene Themenausschlüsse unterscheiden sie sich aber ganz erheblich in ihrer politisch-praktischen Bedeutung und Reichweite.
Referendumsförmige Volksentscheide sind hingegen seltener verankert. Auf Bundesebene gibt es sie nur für zwei eng abgegrenzte Anwendungsfälle, einige wenige Länder bieten mehr Spielraum für Referenden, in den meisten sind diese hingegen gar nicht vorgesehen.

### Volksentscheide auf Bundesebene

#### Aus dem Volk initiierte Volksentscheide
Derzeit können in der Bundesrepublik Deutschland Volksentscheide ausschließlich durch ein Volksbegehren zur Neugliederung des Bundesgebietes angestoßen werden. Sie unterliegen damit einem äußerst weitgehenden Themenausschluss. Die entsprechenden Regelungen sind im Grundgesetz Artikel 29 sowie im Gesetz über das Verfahren bei Volksentscheid, Volksbegehren und Volksbefragung nach Art. 29 Abs. 6 GG niedergelegt. Bei einem solchen Volksentscheid sind ausschließlich die Bundesbürger in den von der Neugliederung betroffenen Gebieten stimmberechtigt. In der Geschichte der Bundesrepublik Deutschland wurden insgesamt acht Volksentscheide aufgrund von sieben Volksbegehren zur Neugliederung des Bundesgebietes durchgeführt:
- 1970 in zwei Abstimmungsgebieten zur Frage der Schaffung eines unabhängigen Landes Baden,
- 1975 vier getrennte Abstimmungen zur Aufspaltung von Rheinland-Pfalz und
- 1975 zwei getrennte Abstimmungen in Niedersachsen zur Schaffung der Bundesländer Oldenburg und Schaumburg-Lippe.

Die bis in die 1990er Jahre hinein in der Staatsrechtslehre vorherrschende Auffassung, dass bundesweite Volksentscheide aufgrund von Initiativverfahren zu anderen Themen als einer Gebietsneugliederung dem Geist des Grundgesetzes entgegenstünden, hat sich gewandelt. Die hierfür vorgebrachten Begründungen, insbesondere dass aufgrund der „Weimarer Erfahrungen“ der Parlamentarische Rat diese ausdrücklich verhindern wollte, gelten als historisch widerlegt. Als herrschende Meinung gilt mittlerweile, dass eine solche Aufnahme direktdemokratischer Initiativrechte aufgrund des Art. 20 (2) (Staatsgewalt) ausdrücklich möglich ist, hierfür aber aufgrund des Art. 20 (3) zwingend eine Anpassung des Grundgesetzes, insbesondere der Art. 76 (1) (Gesetzgebung des Bundes), Art. 77 (Mitwirkung der Länder) und Art. 82 (Ausfertigung von Gesetzen), notwendig sei.
Seit dem Beginn des Jahrtausends machten außer der CDU und der AfD alle im Bundestag vertretenen Parteien Vorschläge zur Anpassung des Grundgesetzes, um den Geltungsbereich von Volksbegehren und Volksentscheid über die enge Themenbegrenzung auf Gebietsneugliederungen zu erweitern:
- 2002 brachten die Fraktionen der SPD und der Grünen erstmals einen solchen Entwurf in den Deutschen Bundestag ein, der aber mit den Stimmen der CDU/CSU-Opposition abgelehnt wurde[17],
- 2006 brachten die Fraktionen von Grünen, FDP und Die Linke getrennt jeweils einen eigenen Entwurf in den Bundestag ein; alle drei Vorschläge wurden mit den Stimmen der Regierungsfraktionen von CDU, CSU und SPD abgelehnt[18]
- 2010 brachte Die Linke einen entsprechenden Entwurf in den Bundestag ein, der in der namentlichen Abstimmung von 61 Abgeordneten befürwortet und bei 60 Enthaltungen von 400 Abgeordneten abgelehnt wurde[19],
- 2013 brachte die SPD einen entsprechenden Entwurf in den Bundestag ein, der jedoch mit den Stimmen der Regierungsfraktionen CDU, CSU und FDP abgelehnt wurde[20],
- 2013 befürworteten SPD und CSU im Rahmen einer gemeinsamen Stellungnahme bei den laufenden Koalitionsverhandlungen die Einführung bundesweiter Volksentscheide. Aufgrund der strikten Ablehnung der CDU fand diese Position aber keinen Eingang in den Koalitionsvertrag[21]. Über eine Frage auf Abgeordnetenwatch zu den Koalitionsverhandlungen ergab sich, Sigmar Gabriel und Horst Seehofer waren dafür und Angela Merkel war dagegen.[22]

Bei einer öffentlichen Web-Diskussion der Grünen zu den gescheiterten Jamaika-Sondierungsgesprächen sagte Britta Hasselmann (Bündnis 90/Die Grünen) auf die Frage von Claudine Nierth (Mehr Demokratie e. V.): Für bundesweite Volksentscheide seien CSU, FDP und die Grünen gewesen. Gegen bundesweite Volksentscheide habe sich die CDU ausgesprochen (in Minute 1:20).

#### Referendumsförmige Volksentscheide
Im Grundgesetz ist nur für den Fall, dass der Bundestag oder die Landesparlamente eine Neugliederung des Bundesgebietes beschließen, ein referendumsförmiger Volksentscheid zwingend vorgesehen. Bei solchen Volksentscheiden sind ausschließlich die in den betroffenen Gebieten lebenden Bürger stimmberechtigt, wobei mehrere Stimmgebiete festgelegt werden können. Entsprechende Volksentscheide wurden
- 1951 zur Gründung des Landes Baden-Württemberg, sowie
- 1996 zur Frage der Fusion der Länder Berlin und Brandenburg durchgeführt.

Bei den Abstimmungen zur Gründung des Landes Baden-Württemberg votierte eine Mehrheit für die Neugliederung, die Fusion von Berlin und Brandenburg scheiterte hingegen an der mehrheitlichen Ablehnung der Brandenburger.
Ob auch die Ablösung des Grundgesetzes nach Art. 146 GG durch „eine Verfassung […], die von dem deutschen Volke in freier Entscheidung beschlossen worden ist“, einen Volksentscheid (sprich: ein Referendum) erfordert, ist umstritten. Während einige Staatsrechtler und Verfassungsrichter das bejahen, verweisen andere auf den Parlamentarischen Rat und halten die Annahme einer neuen Verfassung auch ohne direktdemokratische Abstimmung für möglich. Art. 146 sei offen für das „Konventsmodell“, bei dem ein dafür eingesetztes Gremium einen Vorschlag erarbeitet, der dann dem Volk zur Abstimmung vorgelegt wird, wie auch für das „Nationalversammlungsmodell“, bei dem das Volk eine verfassungsgebende Versammlung mit dem ausdrücklichen Auftrag wählt, ein Staatsgrundgesetz auszuarbeiten und zu verabschieden, ohne dass das Volk dann noch einmal über das Ergebnis abzustimmen hätte.
Der Einigungsvertrag zur deutschen Wiedervereinigung hatte in seinem Art. 5 empfohlen, sich „mit den im Zusammenhang mit der deutschen Einigung aufgeworfenen Fragen zur Änderung oder Ergänzung des Grundgesetzes zu befassen, insbesondere […] mit der Frage der Anwendung des Artikels 146 des Grundgesetzes und in deren Rahmen einer Volksabstimmung.“ Dazu sprach die Gemeinsame Verfassungskommission in ihrem Bericht vom 5. November 1993 jedoch ausdrücklich keine Empfehlung aus; das Grundgesetz sei bereits uneingeschränkt demokratisch legitimiert und eine Volksabstimmung könne dem nichts Wesentliches mehr hinzufügen. Art. 146 GG blieb daraufhin in seiner durch den Einigungsvertrag geringfügig geänderten Fassung Bestandteil des Grundgesetzes. In einem Beschluss vom 31. März 2000 begründete die 4. Kammer des Bundesverfassungsgerichts die Nichtannahme einer Verfassungsbeschwerde, in der von der Bundesrepublik Maßnahmen gefordert wurden, um das deutsche Volk gemäß Art. 146 GG über eine Verfassung beschließen zu lassen, unter anderem damit, weder aus dem Wortlaut noch aus der Entstehungsgeschichte dieses Grundgesetzartikels ergebe sich ein Anhaltspunkt für eine Pflicht staatlicher Stellen zur Durchführung einer Volksabstimmung.
In einem engen Zusammenhang damit steht die Frage, ab wann die Übertragung von Souveränitätsrechten an die Europäische Union faktisch einer Ablösung des Grundgesetzes gleichkäme. Nach dem Urteil des Bundesverfassungsgerichts zur Eurorettung vom 7. September 2011 sagte dessen Präsident Andreas Voßkuhle in einem Interview, für eine Abgabe weiterer Kernkompetenzen wie der Budgethoheit des Bundestages an die Europäische Union „müsste Deutschland sich eine neue Verfassung geben. Dafür wäre ein Volksentscheid nötig. Ohne das Volk geht es nicht!“
In der DDR war die Möglichkeit von Volksabstimmungen in Art. 53 der Verfassung vorgesehen: „Die Volkskammer kann die Durchführung von Volksabstimmungen beschließen.“

### Volksentscheide auf Landesebene

#### Aus dem Volk initiierte Volksentscheide
In allen Bundesländern besteht die Möglichkeit, über den Weg von Volksinitiative (in einigen Bundesländern stattdessen Antrag auf ein Volksbegehren; in Sachsen Volksantrag; in Bremen und Thüringen Bürgerantrag) und Volksbegehren einen Volksentscheid herbeizuführen. Dabei gibt es große Unterschiede zwischen den Bundesländern, zu welchen Fragen ein Volksentscheid überhaupt zulässig ist:
- In allen Bundesländern können auf diesem Weg Volksentscheide zu einfachen Gesetzen abgehalten werden.
- Außer in Hessen sind in allen Bundesländern auch Volksentscheide zu einer Verfassungsänderung möglich.
- In Berlin, Hamburg und Schleswig-Holstein sind über diese Begrenzung hinaus Volksentscheide zu allen Fragen der politischen Willensbildung möglich, wobei diese nur empfehlenden Charakter haben, wenn auch das Landesparlament in der Frage nicht verbindlich entscheiden kann.
- In Brandenburg kann ein Volksentscheid ausdrücklich auch über die Einberufung einer verfassungsgebenden Versammlung abgehalten werden.
- In einer ganzen Reihe von Bundesländern, aber nicht in allen, kann zudem per Volksentscheid über die vorzeitige Auflösung des Landtags abgestimmt werden.

#### Referendumsförmige Volksentscheide
Referendumsförmige Volksentscheide, also direktdemokratische Abstimmungen über Vorlagen, die von Parlament oder Regierung stammen, sind nur in einigen wenigen Bundesländern vorgesehen.
- In Bayern und Hessen unterliegen alle Änderungen der Landesverfassungen zwingend einem Volksentscheid (obligatorisches Referendum). In Berlin gilt dies nur für Änderungen an den Artikeln 62 und 63 (Direkte Demokratie) der Landesverfassung.
- Hamburg kennt als einziges Bundesland die Möglichkeit, einen Beschluss der Hamburgischen Bürgerschaft innerhalb von drei Monaten mit Unterschriften von 2,5 % der Wahlberechtigten einem Volksentscheid (fakultatives Referendum) zu unterziehen. Diese Möglichkeit ist aber eng auf Beschlüsse der Hamburgischen Bürgerschaft begrenzt, mit denen zuvor in einem Volksentscheid gefasste Beschlüsse geändert werden sollen.
- In Baden-Württemberg, Niedersachsen und Rheinland-Pfalz können Gesetze durch Beschluss des Landtages, in Niedersachsen zusätzlich auf Beschluss der Regierung und in Hamburg durch Beschluss des Landtags und der Regierung einem verbindlichen Volksentscheid (konfirmatives Referendum) unterzogen werden.

## Rahmenbedingungen von Volksentscheiden

### Rechtliche Tragweite

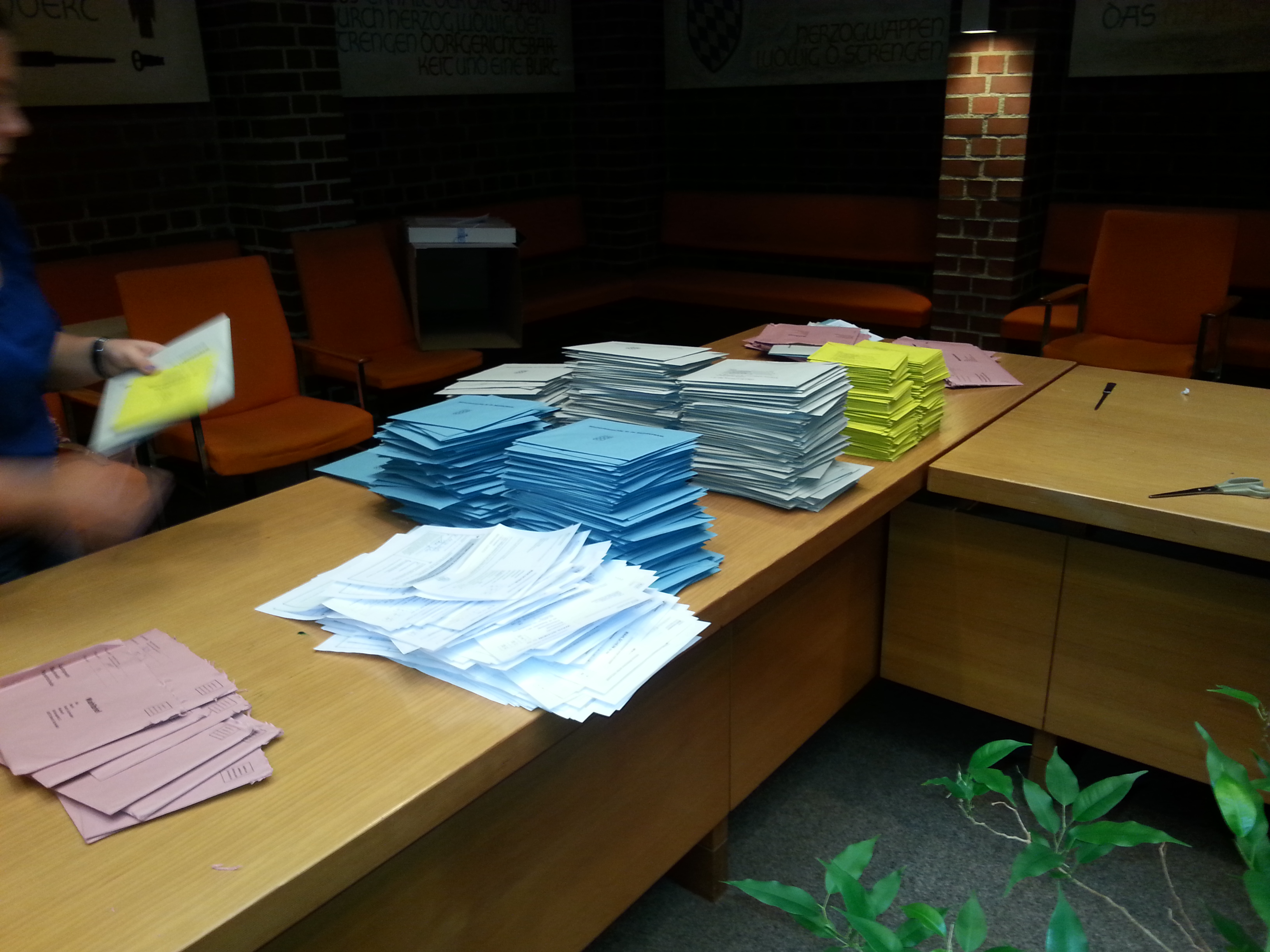
Auszählung der abgegebenen Stimmen zu den Wahlen und Volksentscheiden in Bayern (2013)

Grundsätzlich gilt, dass Volksentscheide den Beschlüssen eines Parlamentes gleichgestellt sind. Sie unterliegen damit den gleichen Möglichkeiten und Beschränkungen die einem Parlament durch die verfassungsmäßige Ordnung auferlegt sind. Wird ein Gesetz per Volksentscheid beschlossen, hat es also die gleiche Gültigkeit und Wertigkeit als wenn es von der gewählten Vertretung beschlossen worden wäre. Daraus resultiert auch, dass mit einem Volksentscheid nichts legitimiert werden kann, was auch das Parlament nicht legitimieren darf. Die Einführung der Todesstrafe würde beispielsweise gegen die Menschenrechte und das Grundgesetz verstoßen – ihre Einführung ist somit weder durch Parlamentsbeschluss noch Volksentscheid möglich.
Bei der Annahme einer neu ausgearbeiteten Verfassung, also der Konstituierung eines neuen Staatswesens, gibt es keine Kompetenzgleichsetzung von Wahlvolk und regulärem Parlament, da letzteres ja erst durch die Verfassung legitimiert wird. Daher wird eine neue Verfassung üblicherweise von einer Verfassunggebenden Versammlung ausgearbeitet, die ausschließlich zu diesem Zweck gewählt wurde. Der Beschluss über den Verfassungsentwurf wird häufig dem Volk als unmittelbarem Souverän zur Entscheidung vorgelegt, beispielsweise die Bayerische Verfassung in einer Volksabstimmung am 1. Dezember 1946. Es kommt aber auch vor, wie im Falle der Weimarer Nationalversammlung oder dem Parlamentarischen Rat, dass die Verfassunggebende Versammlung die Verfassung selbst beschließt.

### Verbindlichkeit
Im Wege des Volksentscheids beschlossene Gesetze und Verfassungsänderungen sind grundsätzlich verbindlich. Allerdings schließt dies nicht aus, dass die gewählte Vertretung zu einem späteren Zeitpunkt den Beschluss auf eigene Initiative abändert oder aufhebt. Eine Art ‚Bestandsschutz‘, der die per Volksentscheid beschlossenen Gesetze dem Zugriff des Parlaments grundsätzlich entziehen würde (wie dies beispielsweise in einigen US-Bundesstaaten der Fall ist), gibt es in Deutschland also nicht und wäre verfassungsrechtlich auch nicht zulässig, da dadurch die hoheitlichen Rechte des Parlaments dauerhaft beschnitten würden. Prinzipiell möglich – allerdings nur in Hamburg tatsächlich umgesetzt – ist, dass die Verbindlichkeit von Volksentscheiden, durch einen sogenannten „fakultativen Volksentscheid“ gesichert wird. So kann die Hamburgische Bürgerschaft zwar jederzeit den Beschluss eines Volksentscheids nachträglich abändern. Nach Art. 50 Abs. 4 der Hamburger Landesverfassung kann bei einer solchen Änderung aber von 2,5 % der Stimmberechtigten innerhalb von drei Monaten nach Beschluss das fakultative Referendum ergriffen werden.
Unverbindliche Volksentscheide sind derzeit nur in Berlin möglich, da dort alle Angelegenheiten der politischen Willensbildung einem Volksentscheid unterzogen werden können. Somit kann das Wahlvolk auch über Fragen abstimmen, in denen auch das Berliner Abgeordnetenhaus keine verbindlichen, sondern lediglich empfehlende Beschlüsse fassen kann. In diesen eng eingegrenzten Bereich, können Volksentscheide in Berlin unverbindlich sein. In der Praxis traf dies bislang nur auf den ersten in Berlin durchgeführten Volksentscheid zur Offenhaltung des Flughafens Tempelhof zu, da es sich hierbei um einen Verwaltungsakt der Exekutive handelte, zu dem die Legislative lediglich empfehlende Beschlüsse fassen konnte.

### Fristen und Abstimmungstermin
Wird ein Volksentscheid anberaumt, schreiben alle Landesgesetzgebungen dessen Durchführung an einem einzigen Tag binnen einer gesetzlich festgelegten Frist vor. Deren Länge ist von Bundesland zu Bundesland unterschiedlich, beträgt aber stets einige Monate. In einigen Bundesländern sind variable Fristen vorgesehen, so dass innerhalb einer gewissen Zeitspanne die Zusammenlegung der Abstimmung mit einer Wahl möglich ist. Die einzige Ausnahme von einer Frist- oder Terminfestsetzung bilden Volksbegehren zur Neugliederung des Bundesgebietes, bei denen keinerlei Vorgaben bestehen. Im Fall der Volksentscheide für eine Gebietsneugliederung aus dem Jahr 1975, lagen die erfolgreichen Volksbegehren ganze 19 Jahre zurück – sie waren bereits 1956 erfolgt.
Rechtliche Vorgaben für den eigentlichen Tag der Abstimmung kennt nur Hamburg. Dort müssen Volksentscheide mit einer Wahl zusammengelegt werden, es sei denn, die Initiatoren des Volksbegehrens wünschen ausdrücklich einen anderen Termin. In allen anderen Bundesländern entscheidet entweder der Landeswahlleiter oder das Innenministerium über den Abstimmungstag. Die Zusammenlegung mit einer Wahl wird üblicherweise von allen politischen Akteuren befürwortet, da hierdurch sowohl Kosten für die Durchführung gespart werden, als auch zugleich eine höhere Beteiligung zu erwarten ist.
Das Datum einer Abstimmung kann aber auch Gegenstand taktischer Überlegungen sein, insbesondere wenn ein Volksentscheid einem Abstimmungsquorum unterliegt. So versuchen die Initiatoren eines Volksentscheids zumeist, alle Fristen im Zusammenhang mit einer Volksabstimmung so zu legen, dass der Volksentscheid schließlich zusammen mit einer Wahl durchgeführt werden kann. Sofern die Exekutive für die Festsetzung des Termins zuständig ist, kann sie versucht sein, eine solche Zusammenlegung zu unterbinden, um die Chance für das Scheitern einer Vorlage am Quorum zu erhöhen. Um diese taktische Einflussnahme zu unterbinden, werden beispielsweise in den US-Bundesstaaten alle notwendigen Volksentscheide immer gesammelt an den alle zwei Jahre im November angesetzten nationalen Wahlterminen abgehalten. In der Schweiz werden vom Bundesrat für 20 Jahre im Vorhinein vier „Blanko-Abstimmungstermine“ pro Jahr festgelegt, an denen üblicherweise über die jeweils anstehenden Vorlagen auf allen politischen Ebenen abgestimmt wird.

### Vorlage, Gegenvorlage und Stimmverfahren

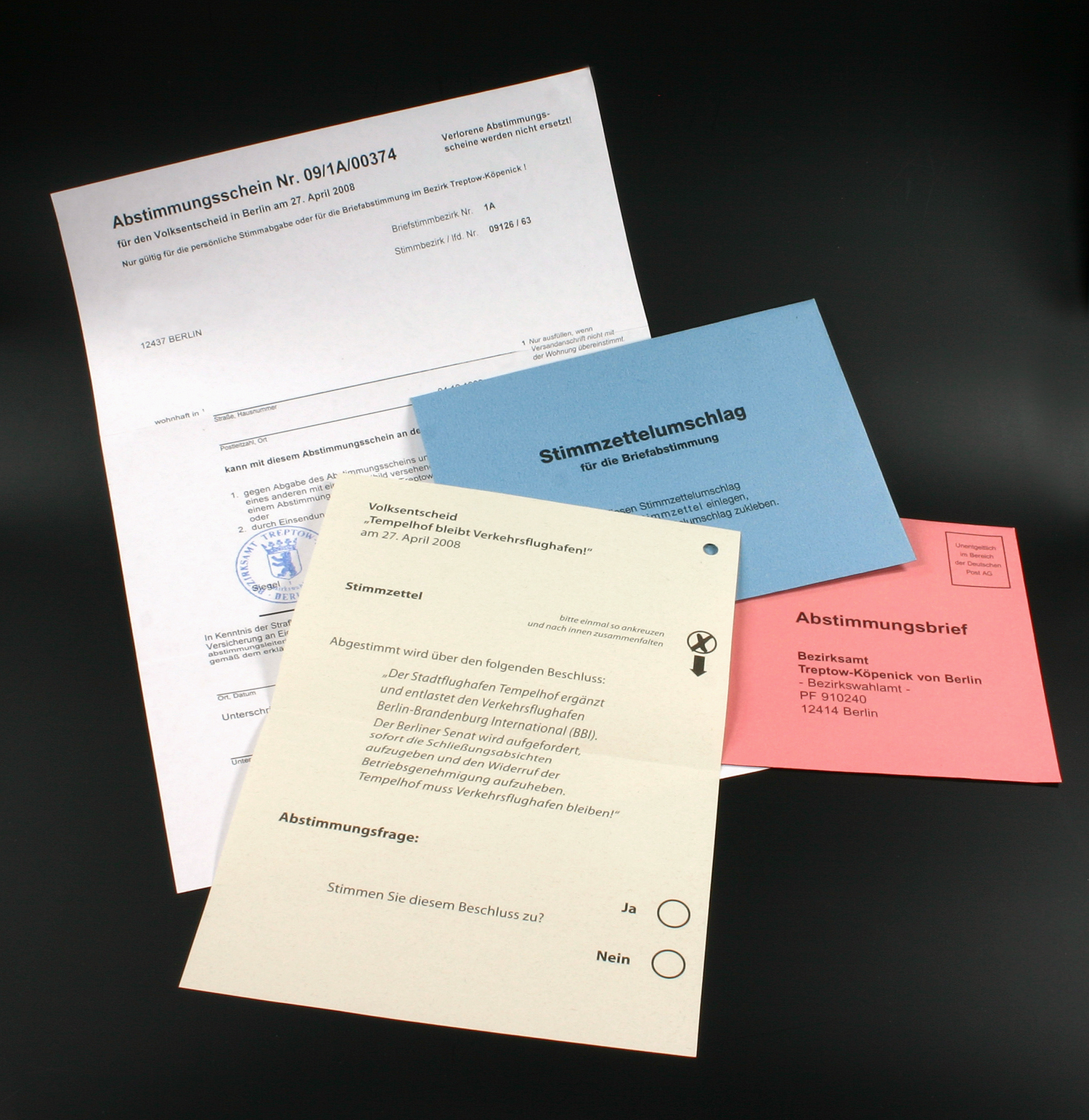
Vollständige Unterlagen für die Briefabstimmung bei einem Volksentscheid in Berlin

Ist der Gegenstand des Volksentscheides eine aus einem Volksbegehren stammende Vorlage, hat die gewählte Vertretung die Möglichkeit eine eigene Vorlage als Gegenvorschlag zur Abstimmung zu stellen. Je nachdem ob das Parlament von diesem Recht Gebrauch macht, stehen in einem Volksentscheid damit üblicherweise nur eine oder zwei Vorlagen zu einem Thema zur Abstimmung. In seltenen Fällen können gleichzeitig mehrere, inhaltlich voneinander abweichende Volksbegehren zum gleichen Thema im Volksentscheid zur Abstimmung gelangen. Auch in diesen Fällen kann das Parlament nur einen einzigen Konkurrenzentwurf zum Thema in den Volksentscheid einbringen. In Deutschland kam es erst ein einziges Mal, beim Volksentscheid zur Ausgestaltung des Schulsystems in Bayern im Jahre 1968, zu einer solchen Situation. Bei einem referendumsförmigen Volksentscheid besteht hingegen keine Möglichkeit, eine Gegenvorlage in die Abstimmung einzubringen.
Der Abstimmungsmodus bei mehreren Vorlagen zum gleichen Thema ist allerdings nicht einheitlich geregelt. Entweder können die Abstimmenden nur eine der beiden Vorlagen unterstützen beziehungsweise beide ablehnen oder sie können über beide Vorlagen getrennt mit „Ja“ oder „Nein“ abstimmen. Stehen zwei Vorlagen in Konkurrenz zueinander zur Abstimmung, gilt üblicherweise die Vorlage als angenommen, die die größere Zahl an „Ja“-Stimmen auf sich vereinigen konnte. Teilweise wird stattdessen zusätzlich eine Entscheidungsfrage gestellt, welche der beiden Vorlagen die Abstimmenden bei Stimmengleichheit bevorzugen. Gleich welches Verfahren gewählt wird, können die Vorlagen stets nur als Ganzes abgestimmt werden. Eine teilweise Zustimmung oder Ablehnung einer Vorlage oder auch eine ausdrückliche Enthaltung ist also nicht möglich.
Der Verlauf der eigentlichen Abstimmung gleicht dem einer Wahl und folgt denselben Grundsätzen. Für die Organisation und Durchführung des eigentlichen Volksentscheids (Versendung von Stimmaufforderungen, Einrichtung von Stimmlokalen, Auszählung) ist der jeweilige Wahlleiter der Gebietskörperschaft zuständig. Alle in diesem Zusammenhang entstehenden Kosten trägt die Staatskasse. Kosten für den begleitenden Abstimmungskampf, also Ausgaben für Plakate, Informationsmaterialien, Veranstaltungen und so weiter tragen hingegen die jeweiligen Befürworter oder Gegner einer Vorlage. Einige wenige Bundesländer sehen ähnlich der Wahlkampfkostenerstattung eine teilweise Rückvergütung der Ausgaben vor.
Neben der Stimmabgabe am eigentlichen Tag des Volksentscheids ist in vielen (aber nicht allen) Bundesländern auch die vorzeitige Stimmabgabe per Brief und/oder im Stimmlokal möglich. Nach dem gleichen Verfahren wie bei einer Briefwahl, können die Stimmberechtigten im Vorfeld alle notwendigen Unterlagen zur brieflichen Abgabe ihrer Stimme anfordern. Weiterhin ist es in einigen Bundesländern möglich, in einer bestimmten Frist (meist wenige Wochen) vor dem Tag des Volksentscheids seine Stimme direkt in einem eigenen Stimmlokal bei der Verwaltung abzugeben. Beide Maßnahmen sollen die Hürden für eine Teilnahme senken und so zu einer höheren Beteiligung am Volksentscheid beitragen.

### Quorum
Außer in Sachsen und Bayern unterliegen Volksentscheide in Deutschland üblicherweise einem Quorum. Eine Vorlage gilt in einer Abstimmung mit Quorum nur dann als angenommen, wenn sie zusätzlich zur notwendigen Mehrheit an „Ja“-Stimmen auch die Zustimmung eines gewissen Anteils an Abstimmungsberechtigter erhält (sogenanntes Zustimmungsquorum). In der Weimarer Republik und bis vor wenigen Jahren war alternativ in Deutschland vielfach eine notwendige Mindestbeteiligung (sogenanntes Beteiligungsquorum) bei Abstimmungen gefordert. Aufgrund der damit verbundenen Problematiken (beispielsweise Aufrufe zum Abstimmungsboykott durch die Gegner einer Vorlage), kommen Beteiligungsquoren heute fast gar nicht mehr zur Anwendung. Lediglich Rheinland-Pfalz sieht bei Volksentscheiden zu einfachen Gesetzen, und Nordrhein-Westfalen und das Saarland bei Volksentscheiden zu verfassungsändernden Gesetzen, noch ein Beteiligungsquorum vor.
Für eine einem Volksentscheid mit Quorum unterzogene Vorlage ergeben sich damit drei mögliche Ergebnisse in der Abstimmung:
- Die Vorlage erhält eine Mehrheit von “Nein”-Stimmen und ist damit gescheitert,
- die Vorlage erhält eine Mehrheit von “Ja”-Stimmen, aber nicht genügend, um das geforderte Quorum zu überspringen und ist damit ebenfalls gescheitert (auch als unechtes Scheitern bezeichnet),
- die Vorlage erhält eine Mehrheit von “Ja”-Stimmen die das geforderte Quorum überschreitet und ist damit angenommen.

Das Vorhandensein und die Höhe von Quoren ist in Deutschland sehr unterschiedlich ausgestaltet:
- Bei Volksentscheiden über einfache Gesetze per Volksgesetzgebung kennen Bayern und Sachsen grundsätzlich kein Quorum,[32] in allen anderen Bundesländern gelten Zustimmungsquoren zwischen 15 % und 25 %. Hamburg sieht ein Zustimmungsquorum von 20 % nur für den Fall vor, dass der Volksentscheid nicht zusammen mit einer Wahl durchgeführt wird. Lediglich Rheinland-Pfalz sieht in diesen Fällen ein Beteiligungsquorum von 25 % vor.
- Bei Volksentscheiden zu Verfassungsänderungen per Volksgesetzgebung sehen alle Bundesländer, in denen dies überhaupt möglich ist (bis auf Hamburg), zusätzlich erhöhte Zustimmungsquoren zwischen 25 % und 50 % sowie oft eine Zweidrittelmehrheit der „Ja“-Stimmen vor. Lediglich Nordrhein-Westfalen und das Saarland greifen in diesen Fällen noch auf ein Beteiligungsquorum von 50 % zurück. Hamburg sieht kein Zustimmungsquorum vor, sondern eine Zweidrittelmehrheit der Abstimmenden. Jedoch muss der Volksentscheid gemeinsam mit einer Wahl stattfinden.
- Für referendumsförmige Volksentscheide gelten in den Bundesländern hingegen in aller Regel keine Quoren, sondern es entscheidet – wie bei auch bei allen Wahlen in Deutschland – einfach die Mehrheit der Abstimmenden. Lediglich in Baden-Württemberg unterliegen abweichend hiervon auch Referenden den gleichen Quoren wie die Volksgesetzgebung.
- Für Volksentscheide zur Neugliederung des Bundesgebietes gelten generell keine Quoren, gleichgültig ob diese per Parlamentsbeschluss oder per Volksbegehren erwirkt wurden.

Über die Sinnhaftigkeit von Quoren bei Volksentscheiden wird in Deutschland immer wieder sehr kontrovers diskutiert. Die Befürworter sehen in Quoren vor dem Hintergrund einer möglicherweise niedrigen Stimmbeteiligung – insbesondere bei der Volksgesetzgebung – einen unverzichtbaren Schutz der Allgemeinheit vor der Annahme von vermeintlich dem Gemeinwohl entgegenstehenden Vorlagen. Die Gegner von Quoren bezweifeln indessen die Notwendigkeit eines solchen Schutzes, da es ja ohnehin jedem Stimmberechtigten offensteht, sich durch bloße Stimmabgabe gegen solche Vorlagen zu wenden. So kommen zum Vergleich in der Schweiz und Liechtenstein für Volksabstimmungen generell keine Quoren zur Anwendung.

## Rechtliche Grundlagen von Volksentscheiden in Deutschland
| Rechtliche Grundlagen von Volksentscheiden in der Bundesrepublik Deutschland | Rechtliche Grundlagen von Volksentscheiden in der Bundesrepublik Deutschland | Rechtliche Grundlagen von Volksentscheiden in der Bundesrepublik Deutschland | Rechtliche Grundlagen von Volksentscheiden in der Bundesrepublik Deutschland | Rechtliche Grundlagen von Volksentscheiden in der Bundesrepublik Deutschland                        | Rechtliche Grundlagen von Volksentscheiden in der Bundesrepublik Deutschland          | Rechtliche Grundlagen von Volksentscheiden in der Bundesrepublik Deutschland        |
| allgemein                                                                    | allgemein | als Teil einer Volksabstimmung                                               | als Teil einer Volksabstimmung                                               | als Teil einer Volksabstimmung                                                                      | obligatorischer Volksentscheid                                                        | obligatorischer Volksentscheid                                                      |
| Gebiets- körperschaft                                                        | geregelt in | vorangehende Stufen                                                          | Abstimmungsquorum bei einfachen Gesetzen                                     | Abstimmungsquorum bei Verfassungsänderungen                                                         | wird ausgelöst durch                                                                  | Abstimmungsquorum                                                                   |
| ---------------------------------------------------------------------------- | --- | ---------------------------------------------------------------------------- | ---------------------------------------------------------------------------- | --------------------------------------------------------------------------------------------------- | ------------------------------------------------------------------------------------- | ----------------------------------------------------------------------------------- |
| Baden-Württemberg                                                            | Art. 59 und 60 der Landesverfassung; §§ 2–24 des Volksabstimmungsgesetzes | Volksinitiative oder Antrag auf ein Volksbegehren, Volksbegehren             | 20 % der Stimmberechtigten müssen zustimmen                                  | 50 % der Stimmberechtigten müssen zustimmen                                                         | kein obligatorischer Volksentscheid                                                   | kein obligatorischer Volksentscheid                                                 |
| Bayern                                                                       | Art. 71, 72 und 74 der Landesverfassung; Art. 75–88 (PDF; 183 kB) des Landeswahlgesetzes | Antrag auf ein Volksbegehren, Volksbegehren                                  | kein Quorum                                                                  | 25 % der Wahlberechtigten müssen zustimmen                                                          | Verfassungsänderung                                                                   | kein Quorum                                                                         |
| Bayern                                                                       | → Hauptartikel : Volksgesetzgebung in Bayern |                                                                              |                                                                              | |                                                                                       |                                                                                     |
| Berlin                                                                       | Art. 59, 62, 63 und 100 der Landesverfassung; §§ 29–40 des Abstimmungsgesetzes | Antrag auf ein Volksbegehren, Volksbegehren                                  | 25 % der Wahlberechtigten müssen zustimmen                                   | 50 % der Wahlberechtigten müssen zustimmen sowie eine 2/3-Mehrheit der Abstimmenden                 | Änderung der Artikel 62 und 63 der Landesverfassung                                   | 50 % der Wahlberechtigten müssen zustimmen sowie eine 2/3-Mehrheit der Abstimmenden |
| Berlin                                                                       | → Hauptartikel : Volksgesetzgebung in Berlin |                                                                              |                                                                              | |                                                                                       |                                                                                     |
| Brandenburg                                                                  | Art. 22, 75–79 und 115 der Landesverfassung; §§ 26–55 des Volksabstimmungsgesetzes | Volksinitiative, Volksbegehren                                               | 25 % der Wahlberechtigten müssen zustimmen                                   | 50 % der Wahlberechtigten müssen zustimmen sowie eine 2/3-Mehrheit der Abstimmenden                 | Annahme einer neuen Verfassung; Antrag auf Wahl einer verfassungsgebenden Versammlung | kein Quorum; 2/3 der Abstimmenden + 50 % der Wahlberechtigten                       |
| Bremen                                                                       | Art. 70, 71 und 125 der Landesverfassung; §§ 1–7 des Gesetzes über das Verfahren beim Volksentscheid | Antrag auf ein Volksbegehren, Volksbegehren                                  | 20 % der Wahlberechtigten müssen zustimmen                                   | 50 % der Wahlberechtigten müssen zustimmen                                                          | Änderung der Artikel 75, 143, 144, 145(1) oder 147 der Landesverfassung               | kein Quorum                                                                         |
| Hamburg                                                                      | Art. 48 und Art. 50 der Verfassung der Freien und Hansestadt Hamburg; §§ 18–25 des Volksabstimmungsgesetzes | Volksinitiative, Volksbegehren                                               | kein Quorum (20 %)                                                           | kein Quorum + 2/3-Mehrheit der Abstimmenden                                                         | kein obligatorischer Volksentscheid                                                   | kein obligatorischer Volksentscheid                                                 |
| Hamburg                                                                      | → Hauptartikel : Volksgesetzgebung in Hamburg |                                                                              |                                                                              | |                                                                                       |                                                                                     |
| Hessen                                                                       | Art. 123–124 der Landesverfassung; §§ 16–25 des Volksbegehrensgesetzes | Antrag auf ein Volksbegehren, Volksbegehren                                  | 25 % der Wahlberechtigten müssen zustimmen                                   | nicht möglich                                                                                       | Verfassungsänderung                                                                   | kein Quorum                                                                         |
| Mecklenburg-Vorpommern                                                       | Art. 60 der Landesverfassung; §§ 18–25 des VaG; §§ 9–18 der Durchführungsverordnung | Volksinitiative, Volksbegehren                                               | 25 % der Wahlberechtigten müssen zustimmen                                   | 50 % der Wahlberechtigten müssen zustimmen sowie eine 2/3-Mehrheit der Abstimmenden                 | kein obligatorischer Volksentscheid                                                   | kein obligatorischer Volksentscheid                                                 |
| Niedersachsen                                                                | Art. 49 der Landesverfassung; §§ 24–35 des Volksabstimmungsgesetzes | Antrag auf ein Volksbegehren, Volksbegehren                                  | 25 % der Wahlberechtigten müssen zustimmen                                   | 50 % der Wahlberechtigten müssen zustimmen                                                          | kein obligatorischer Volksentscheid                                                   | kein obligatorischer Volksentscheid                                                 |
| Nordrhein-Westfalen                                                          | Art. 2, 68 und 69 der Landesverfassung; §§ 22–29 des VIVBVEG; §§ 9–14 der Durchführungsverordnung VIVBVEG | Antrag auf ein Volksbegehren, Volksbegehren                                  | 15 % der Wahlberechtigten müssen zustimmen                                   | 50 % der Wahlberechtigten müssen sich beteiligen sowie eine 2/3-Mehrheit der Abstimmenden zustimmen | kein obligatorischer Volksentscheid                                                   | kein obligatorischer Volksentscheid                                                 |
| Rheinland-Pfalz                                                              | Art. 107–109 der Landesverfassung; §§ 77–84 des Landeswahlgesetzes; §§ 84–87 der Landeswahlordnung | Antrag auf ein Volksbegehren, (Volksinitiative), Volksbegehren               | 25 % der Wahlberechtigten müssen sich beteiligen                             | 50 % der Wahlberechtigten müssen zustimmen                                                          | kein obligatorischer Volksentscheid                                                   | kein obligatorischer Volksentscheid                                                 |
| Saarland                                                                     | Art. 61, 99 und 100 der Landesverfassung; §§ 14–21 des Volksabstimmungsgesetzes; §§ 8–11 der Volksabstimmungsordnung | Antrag auf ein Volksbegehren, Volksbegehren                                  | 25 % der Wahlberechtigten müssen zustimmen                                   | 50 % der Wahlberechtigten müssen sich beteiligen sowie eine 2/3-Mehrheit der Abstimmenden zustimmen | kein obligatorischer Volksentscheid                                                   | kein obligatorischer Volksentscheid                                                 |
| Sachsen                                                                      | Art. 70, 72–74 der Landesverfassung; §§ 26–50 VVVG | Volksantrag, Volksbegehren                                                   | kein Quorum                                                                  | 50 % der Wahlberechtigten müssen zustimmen                                                          | kein obligatorischer Volksentscheid                                                   | kein obligatorischer Volksentscheid                                                 |
| Sachsen-Anhalt                                                               | Art. 81 der Landesverfassung; §§ 20–29 (PDF; 44 kB) des Volksabstimmungsgesetzes | Antrag auf ein Volksbegehren, (Volksinitiative), Volksbegehren               | 25 % der Wahlberechtigten müssen zustimmen                                   | 50 % der Wahlberechtigten müssen zustimmen sowie eine 2/3-Mehrheit der Abstimmenden                 | kein obligatorischer Volksentscheid                                                   | kein obligatorischer Volksentscheid                                                 |
| Schleswig-Holstein                                                           | Art. 48 +49 der Landesverfassung; §§ 20–27 des Volksabstimmungsgesetzes | Volksinitiative, Volksbegehren                                               | 15 % der Wahlberechtigten müssen zustimmen                                   | 50 % der Wahlberechtigten müssen zustimmen sowie eine 2/3-Mehrheit der Abstimmenden                 | kein obligatorischer Volksentscheid                                                   | kein obligatorischer Volksentscheid                                                 |
| Thüringen                                                                    | Art. 81 und 82 (PDF; 6,1 MB) der Landesverfassung; §§ 19–27 des Gesetzes über Verfahren beim Bürgerantrag, Volksbegehren und Volksentscheid                                                                                     | Antrag auf Zulassung des Volksbegehrens, Volksbegehren                       | 25 % der Wahlberechtigten müssen zustimmen                                   | 40 % der Wahlberechtigten müssen zustimmen                                                          | kein obligatorischer Volksentscheid                                                   | kein obligatorischer Volksentscheid                                                 |
| Bundesrepublik Deutschland                                                   | Art. 29 Abs. 2 und 3 sowie Art. 146 GG; §§ 1–17 des Gesetzes über das Verfahren bei Volksentscheid, Volksbegehren und Volksbefragung nach Artikel 29 Abs. 6 des Grundgesetzes §§ 1–45 der Neugliederungsdurchführungsverordnung | nicht möglich                                                                | nicht möglich                                                                | nicht möglich                                                                                       | Neugliederung des Bundesgebietes; Annahme einer Verfassung                            | kein Quorum; kein Quorum                                                            |

## Geschichte
Im Nachgang der Novemberrevolution und der Gründung der Weimarer Republik fanden Volksentscheide Eingang sowohl in die Weimarer Reichsverfassung als auch die meisten Landesverfassungen. Seitdem kannten alle deutsche Staaten (Nationalsozialismus, DDR, Bundesrepublik Deutschland) Volksentscheide (beziehungsweise Volksabstimmungen) als politisches Instrument, wobei die Ausgestaltung sehr unterschiedlich war.
Der erste aus dem Stimmvolk angeregte Volksentscheid (eine sogenannte Vorabstimmung) fand 1924 in der preußischen Provinz Hannover über die Frage statt, ob es einen verbindlichen Volksentscheid über den Austritt Hannovers aus Preußen und der Gründung als eigenständiges Land der Weimarer Republik geben solle. Es folgten acht weitere Volksentscheide in den Ländern, von denen sieben auf die vorzeitige Auflösung des Landtags gerichtet waren. Der einzige Volksentscheid über eine aus dem Stimmvolk begehrte einfache Gesetzesänderung fand 1926 im Freistaat Lippe statt und zielte auf die Änderung des Tierzuchtgesetzes. Auf Reichsebene fanden zwei Volksentscheide statt, zum einen 1926 über das von linken Parteien initiierte Volksbegehren für eine entschädigungslose Fürstenenteignung, zum anderen 1929 über das von rechten Parteien vorgeschlagene sogenannte Freiheitsgesetz, dass sich gegen den Young-Plan wandte. Die erste Vorlage scheiterte am 50 %-Zustimmungsquorum aller Abstimmungsberechtigten, die zweite am Beteiligungsquorum von 50 %. Den Volksentscheiden vorausgegangen waren diverse Referenden (über die Annahme der Badener Landesverfassung am 13. April 1919, aufgrund des Versailler Vertrags 1920/1921 oder auf Beschluss des Landesparlaments oder einer Regierung) sowie 1919 eine Volksbefragung im Freistaat Coburg.
In der Zeit des Nationalsozialismus wurden insgesamt drei sogenannte „Volksabstimmungen“ abgehalten, die von massiven Unregelmäßigkeiten begleitet waren und nicht den Grundsätzen einer freien Wahl entsprachen. Hinzu trat die 1935 unter zumindest problematischen Bedingungen, jedoch vom Völkerbund und weitgehend demokratisch abgehaltene Volksbefragung zum Status des Saargebiets.
In der Nachkriegszeit wurden keine aus dem Volk angeregten Volksentscheide abgehalten. Jedoch fand 1946 in Sachsen dem Namen nach ein Volksentscheid zur Frage der Enteignung von Kriegs- und Naziverbrechern nach dem Zweiten Weltkrieg statt, der faktisch jedoch ein Regierungsreferendum war. Alle weiteren Abstimmungen vor der Gründung der beiden deutschen Gesamtstaaten waren Referenden auf Länderebene mit Bezug zu den jeweiligen Landesverfassungen.
In der DDR gab es keine aus dem Volk initiierten Abstimmungen. Jedoch wurden 1951 und 1954 Volksbefragungen und 1968 ein Referendum über die neue Verfassung abgehalten. Auch in der DDR wurden die Grundsätze einer freien Wahl, insbesondere das Wahlgeheimnis, systematisch verletzt.
In der Bundesrepublik Deutschland sind Volksentscheide auf Bundesebene nur in Fragen der Neugliederung des Bundesgebietes vorgesehen, wobei damit unterschiedslos sowohl auf Volksbegehren als auch auf Parlamentsbeschlüsse zurückgehende Abstimmungen gemeint sind. Bis 1990 kam es auf dieser Grundlage zu vier Volksentscheiden sowie einer Volksbefragung jeweils zeitgleich in mehreren Abstimmungsgebieten (Südweststaat 1950 und 1951, Baden 1970, Rheinland-Pfalz sowie Niedersachsen 1975). Die letzten drei Volksentscheide gingen auf erfolgreiche Volksbegehren zurück. Die mittlerweile historisch sehr stark umstrittene These, es habe „ungute Weimarer Erfahrungen“ mit aus dem Volk initiierten Volksentscheiden gegeben, wird oft als Begründung für deren fast völliges Fehlen im Grundgesetz der Bundesrepublik Deutschland angeführt.
Vor allem die ältesten Länder verankerten weitreichende direktdemokratische Instrumente, so sehen Bayern und Hessen obligatorische Referenden bei Verfassungsänderungen vor. Darüber hinaus ließen die meisten der neu entstehenden Bundesländer ihre Verfassungen und teils auch besonders strittige Regelungen darin per Referendum beschließen. Insgesamt war die Ausgestaltung der direkten Demokratie in fast allen Bundesländern jedoch eher praxisfeindlich. So kam es jenseits der Frage von Neugliederungen des Bundesgebietes zwischen 1949 und 1990 lediglich zu zwei aus der Bevölkerung initiierten Volksentscheiden (Bayern im Jahr 1968, Baden-Württemberg im Jahr 1971). Es kamen diverse obligatorische Verfassungsreferenden hinzu sowie die völkerrechtliche Abstimmung über das Saarstatut (1955).
Nach der Wiedervereinigung nahmen alle neuen deutschen Bundesländer, nicht zuletzt aufgrund der Erfahrungen der friedlichen Revolution, Volksinitiativen, Volksbegehren und Volksentscheide in ihre Landesverfassungen auf. In der unmittelbaren Folge reformierten auch eine Reihe von westlichen Bundesländern (beispielsweise Schleswig-Holstein und Bremen) die entsprechenden Regelungen, gestalteten sie anwendungsfreundlicher oder führten sie überhaupt erst wieder ein (beispielsweise Hamburg 1996). Von 1990 bis 2024 kam es zu 26 Volksentscheiden über Volksbegehren aus dem Stimmvolk, die sich in keinem Fall auf eine vorzeitige Auflösung des Landesparlaments richteten. Mit zwei Ausnahmen (2011 in Baden-Württemberg und 2017 in Hamburg) wurden alle Referenden in dieser Zeit über Verfassungsfragen abgehalten.
Allein auf Bundesebene wurden die rechtlichen Grundlagen nicht weiterentwickelt. So kam es lediglich 1996 zu einem Referendum („Volksentscheid“) über die Frage der Zusammenlegung von Berlin und Brandenburg. Alle Versuche der Reform wurden dabei von der CDU mit ihrer Sperrminorität für Grundgesetzänderungen blockiert.